# Erbusco
Erbusco – miejscowość i gmina we Włoszech, w regionie Lombardia, w prowincji Brescia.
Według danych na rok 2004 gminę zamieszkiwało 6707 osób, 419,2 os./km².